# Polovinnojei járás

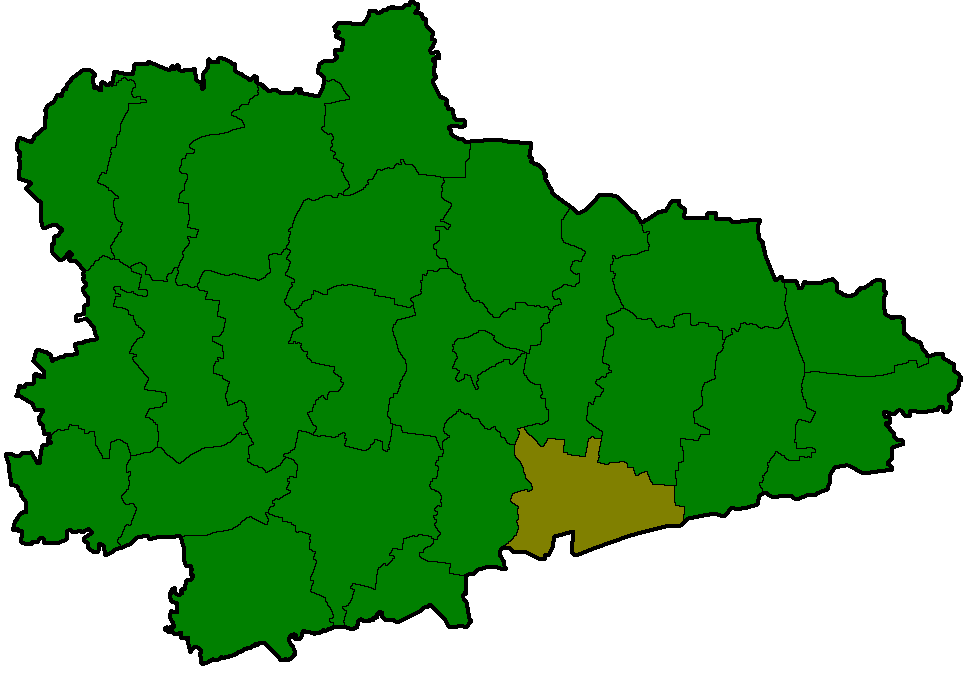
A Polovinnojei járás a Kurgani területen

A Polovinnojei járás (oroszul Половинский район) Oroszország egyik járása a Kurgani területen. Székhelye Polovinnoje.

## Népesség
- 1989-ben 17 123 lakosa volt.
- 2002-ben 16 295 lakosa volt.
- 2010-ben 12 255 lakosa volt, melyből 10 802 orosz, 668 kazah, 208 ukrán, 67 cigány, 66 tatár, 59 mordvin, 58 örmény, 44 német, 35 fehérorosz, 32 moldáv, 28 azeri, 28 baskír, 28 csuvas, 15 udmurt, 11 kirgiz stb.